# 칸트주의 윤리학
칸트주의 윤리학은 동기나 최종 목표보다는 주체를 둘러싼 의무들을 강조하는 의무론적 윤리학이다. 이 관점에 따르면 모든 행위는 서로 근원적으로 다른 기본 원리에 의해 이루어지며, 이에 따라 어떠한 행위의 도덕성이 판별된다. 이런 관점에서 칸트주의 윤리학은 규범주의라고 할 수 있다.